# Anthrax anthrax
Anthrax vrai
Espèce
Anthrax anthrax, l'Anthrax vrai, est une espèce d'insectes diptères brachycères de la famille des Bombyliidae.

## Description
Corps velu, foncé, long d'environ 10 mm (abdomen orné de petites taches blanches parfois peu visibles), ailes longues d'environ 10 mm, foncées sauf l'extrémité distale transparente. Trompe très courte contrairement à celle des Bombyles.

## Répartition
Europe.

## Écologie
Les adultes visibles d'avril à septembre fréquentent les endroits secs où ils apprécient se poser sur les pierres, les écorces, pour se chauffer au soleil.
Les larves, comme celles du grand Bombyle (Bombylius major), s'attaquent aux larves d'abeilles sauvages.

## Dénominations
Ce taxon porte en français le nom vernaculaire ou normalisé suivant : Anthrax vrai.

## Systématique
Le nom valide complet (avec auteur) de ce taxon est Anthrax anthrax (Schrank, 1781).
L'espèce a été initialement classée dans le genre Musca sous le protonyme Musca anthrax Schrank, 1781.
Anthrax anthrax a pour synonymes :
- Anthrax sinuatus Meigen, 1804
- Argyramoeba anthrax (Schrank, 1781)
- Musca anthrax Schrank, 1781